# Kano og kajak under sommer-OL 2012 – K-2 1000 meter mænd
Skabelon:Kano under sommer-OL 2012
Mændenes K-2 1000 meter under Sommer-OL 2012 fandt sted den 6. og 8. august 2012 på Eton Dorney.

## Resultater

### Heats

#### Heat 1
| Placering | Atleter                                 | Land             | Tid      | Note |
| --------- | --------------------------------------- | ---------------- | -------- | ---- |
| 1         | Martin Hollstein Andreas Ihle           | Tyskland (GER)   | 3:15.263 | Q    |
| 2         | Dave Smith Ken Wallace                  | Australien (AUS) | 3:19.073 |      |
| 3         | Peter Gelle Erik Vlček                  | Slovakiet (SVK)  | 3:19.571 |      |
| 4         | Olivier Cauwenbergh Laurens Pannecoucke | Belgien (BEL)    | 3:24.304 |      |
| 5         | Alexey Dergunov Yevgeniy Alexeyev       | Kasakhstan (KAZ) | 3:32.176 |      |
| 6         | Ryan Cochrane Hugues Fournel            | Canada (CAN)     | 3:55.748 |      |

#### Heat 2
| Placering | Atleter                           | Land              | Tid      | Note |
| --------- | --------------------------------- | ----------------- | -------- | ---- |
| 1         | Rudolf Dombi Roland Kökény        | Ungarn (HUN)      | 3:11.393 | Q    |
| 2         | Fernando Pimenta Emanuel Silva    | Portugal (POR)    | 3:13.710 |      |
| 3         | Markus Oscarsson Henrik Nilsson   | Sverige (SWE)     | 3:16.590 |      |
| 4         | Darryl Fitzgerald Steven Ferguson | New Zealand (NZL) | 3:16.608 |      |
| 5         | Kim Wraae Emil Staer              | Danmark (DEN)     | 3:17.020 |      |
| 6         | Ilya Medvedev Anton Ryakhov       | Rusland (RUS)     | 3:21.086 |      |

### Semifinale

#### Semifinale 1
| Placering | Atleter                           | Land              | Tid      | Note |
| --------- | --------------------------------- | ----------------- | -------- | ---- |
| 1         | Markus Oscarsson Henrik Nilsson   | Sverige (SWE)     | 3:13.125 | Q    |
| 2         | Dave Smith Ken Wallace            | Australien (AUS)  | 3:13.239 | Q    |
| 3         | Darryl Fitzgerald Steven Ferguson | New Zealand (NZL) | 3:15.307 | Q    |
| 4         | Alexey Dergunov Yevgeniy Alexeyev | Kasakhstan (KAZ)  | 3:17.788 |      |
| 5         | Ryan Cochrane Hugues Fournel      | Canada (CAN)      | 3:29.819 |      |

#### Semifinal 2
| Rank | Canoer                                  | Country         | Time     | Notes |
| ---- | --------------------------------------- | --------------- | -------- | ----- |
| 1    | Peter Gelle Erik Vlček                  | Slovakiet (SVK) | 3:12.690 | Q     |
| 2    | Ilya Medvedev Anton Ryakhov             | Rusland (RUS)   | 3:12.901 | Q     |
| 3    | Fernando Pimenta Emanuel Silva          | Portugal (POR)  | 3:14.017 | Q     |
| 4    | Kim Wraae Emil Staer                    | Danmark (DEN)   | 3:15.580 |       |
| 5    | Olivier Cauwenbergh Laurens Pannecoucke | Belgien (BEL)   | 3:15.655 |       |

### Finals

#### Final B
| Rank | Canoer                                  | Country          | Time     |
| ---- | --------------------------------------- | ---------------- | -------- |
| 1    | Kim Wraae Emil Staer                    | Danmark (DEN)    | 3:12.820 |
| 2    | Olivier Cauwenbergh Laurens Pannecoucke | Belgien (BEL)    | 3:13.298 |
| 3    | Alexey Dergunov Yevgeniy Alexeyev       | Kasakhstan (KAZ) | 3:14.867 |
| 4    | Ryan Cochrane Hugues Fournel            | Canada (CAN)     | 3:18.550 |

#### Final A
| Placering | Atleter                           | Nationalitet      | Tid      |
| --------- | --------------------------------- | ----------------- | -------- |
| 1         | Rudolf Dombi Roland Kökény        | Ungarn (HUN)      | 3:09.646 |
| 2         | Fernando Pimenta Emanuel Silva    | Portugal (POR)    | 3:09.699 |
| 3         | Martin Hollstein Andreas Ihle     | Tyskland (GER)    | 3:10.117 |
| 4         | Dave Smith Ken Wallace            | Australien (AUS)  | 3:11.456 |
| 5         | Markus Oscarsson Henrik Nilsson   | Sverige (SWE)     | 3:11.803 |
| 6         | Ilya Medvedev Anton Ryakhov       | Rusland (RUS)     | 3:12.047 |
| 7         | Darryl Fitzgerald Steven Ferguson | New Zealand (NZL) | 3:12.117 |
| 8         | Peter Gelle Erik Vlček            | Slovakiet (SVK)   | 3:12.519 |